# Artémis (roman)
Pour les articles homonymes, voir Artémis.
Artémis (titre original : Artemis) est, après  Seul sur Mars (2014), le deuxième roman publié de l'auteur américain Andy Weir.

## Résumé
Le roman se déroule à la fin des années 2080 et se déroule à Artémis, la première et seule ville sur la Lune. Il suit la vie de la coursière et contrebandière Jasmine « Jazz » Bashara alors qu'elle se retrouve prise dans une conspiration pour le contrôle de la ville.